# Reasonable Doubt (série de televisão)
Reasonable Doubt (bra: Até Que Se Prove o Contrário) é uma série de televisão via streaming americana de drama jurídico criada por Raamla Mohamed para o Hulu. A série é estrelada por Emayatzy Corinealdi como uma advogada de defesa corporativa navegando em casos desafiadores de alto perfil. A série também é estrelada por McKinley Freeman, Tim Jo, Angela Grovey, Thaddeus J. Mixson, Aderinsola Olabode e Michael Ealy. Estreou em 27 de setembro de 2022.

## Enredo
Jax Stewart é uma advogada de defesa de sucesso em um escritório de advocacia de Los Angeles. Ela lida com casos difíceis em meio à separação do marido e ao reaparecimento de um ex-cliente com quem trabalhou em seu emprego anterior como defensora pública.

## Elenco
- Emayatzy Corinealdi como Jacqueline "Jax" Stewart, advogada de defesa, mãe de dois filhos e esposa atualmente separada de seu marido, Lewis
- McKinley Freeman como Lewis, marido de Jax
- Tim Jo as Daniel, Jax's investigator
- Christopher Cassarino como Rich Reed, um colega de Jax
- Angela Grovey como Krystal Walters
- Aderinsola Olabode como Naima, filha adolescente de Jax
- Michael Ealy como Damon Cooke, um cliente anterior de Jax recentemente libertado da prisão
- Thaddeus J. Mixson como Spenser, filho adolescente de Jax
- Sean Patrick Thomas como Brayden Miller, um bilionário e novo cliente de Jax
- Perri Camper como Kaleesha Moore, uma vítima de assassinato que acusou Brayden Miller de agressão sexual
- Tiffany Yvonne Cox, Nefetari Spencer, e Shannon Kane como Autumn, Sally e Shanelle, as amigas mais próximas de Jax[1]

## Episódios
| N.º | Título                                                                | Dirigido por     | Escrito por                 | Lançamento             |
| --- | --------------------------------------------------------------------- | ---------------- | --------------------------- | ---------------------- |
| 1   | "Can't Knock the Hustle" "Não Critique o Jogo"                        | Kerry Washington | Raamla Mohamed              | 27 de setembro de 2022 |
| 2   | "Family Feud" "Briga de Família"                                      | Pete Chatmon     | Resheida Brady              | 27 de setembro de 2022 |
| 3   | "99 Problems" "Noventa e Nove Problemas"                              | Neema Barnette   | Ryan Richmond e Loy A. Webb | 4 de outubro de 2022   |
| 4   | "Guilty Until Proven Innocent" "Culpado Até Que Se Prove o Contrário" | Darren Grant     | Tash Gray                   | 11 de outubro de 2022  |
| 5   | "So Ambitious"                                                        | ASA              | ASA                         | 18 de outubro de 2022  |
| 6   | "Renegade"                                                            | ASA              | ASA                         | 25 de outubro de 2022  |

## Produção
A série foi criada por Raamla Mohamed, uma ex-escritora de Scandal. É vagamente baseado nas experiências do advogado de celebridades Shawn Holley, que também é produtor do programa. Kerry Washington dirigiu o piloto da série.
Reasonable Doubt foi produzida através da Onyx Collective, da Walt Disney Television. A série estreou em 27 de setembro de 2022 no Hulu e a temporada contará com nove episódios.

## Recepção crítica
Reasonable Doubt recebeu recepção crítica positiva. Ela detém 100% de aprovação no Rotten Tomatoes com uma classificação média de 7,8/10 com base em sete críticas. Em uma crítica principalmente positiva, Daniel D'Addario descreveu a série na Variety: "Reasonable Doubt joga como a novela suculenta que Shonda Rhimes nunca escreveria; seus excessos, muitas vezes, agarram e prendem nossa atenção." Kristen Baldwin classificou o programa como B+ na EW e declarou: "Reasonable Doubt é agradavelmente como o estilo Shonda, pois é uma novela fumegante e rápida construída em torno de uma jogadora de poder feminino moralmente ambígua cuja vida está cheia de homens ridiculamente atraentes. Mas Mohamed também tece histórias francas e cheias de nuances sobre casamento, paternidade e a importância (e desafios com) amizades femininas." Angie Han, do The Hollywood Reporter, elogiou o desempenho da atriz principal: "Corinealdi é muito divertida de assistir como Jax, e ela é abençoada com roteiros que permitem que ela incorpore multidões. Dependendo da cena, Jax pode ser espinhosa ou terna, sensual ou engraçada, e Corinealdi interpreta todas as suas muitas facetas com igual entusiasmo. Ela também é, importante, capaz de gerar química com aparentemente todos no conjunto."